# Humes boomtimalia
Humes boomtimalia (Cyanoderma rufifrons synoniemen: Stachyridopsis rufifrons of Stachyris rufifrons) is een zangvogel uit de familie Timaliidae (timalia's). De Nederlandse naam verwijst naar de auteur van deze vogel, de Britse ornitholoog Allan Octavian Hume.

## Verspreiding en leefgebied
Deze soort komt voor van India tot Indonesië en telt negen ondersoorten:
- C. r. ambiguum (Haringtons boomtimalia): de oostelijke Himalaya, noordwestelijk Myanmar en noordoostelijk India.
- C. r. planicola: noordoostelijk Myanmar en zuidwestelijk China.
- C. r. adjunctum: noordelijk en oostelijk Thailand, noordelijk Indochina.
- C. r. insuspectum: zuidelijk Laos.
- C. r. pallescens: westelijk Myanmar.
- C. r. rufifrons: zuidoostelijk Myanmar en westelijk Thailand.
- C. r. obscurum: zuidelijk Myanmar en zuidwestelijk Thailand.
- C. r. poliogaster: zuidelijk Maleisië en Sumatra.
- C. r. sarawacensis: noordwestelijk Borneo.

## Status
De grootte van de populatie is niet gekwantificeerd maar de soort wordt omschreven als schaars tot plaatselijk algemeen. Op de Rode lijst van de IUCN heeft deze soort de status niet bedreigd.